# Blockflur

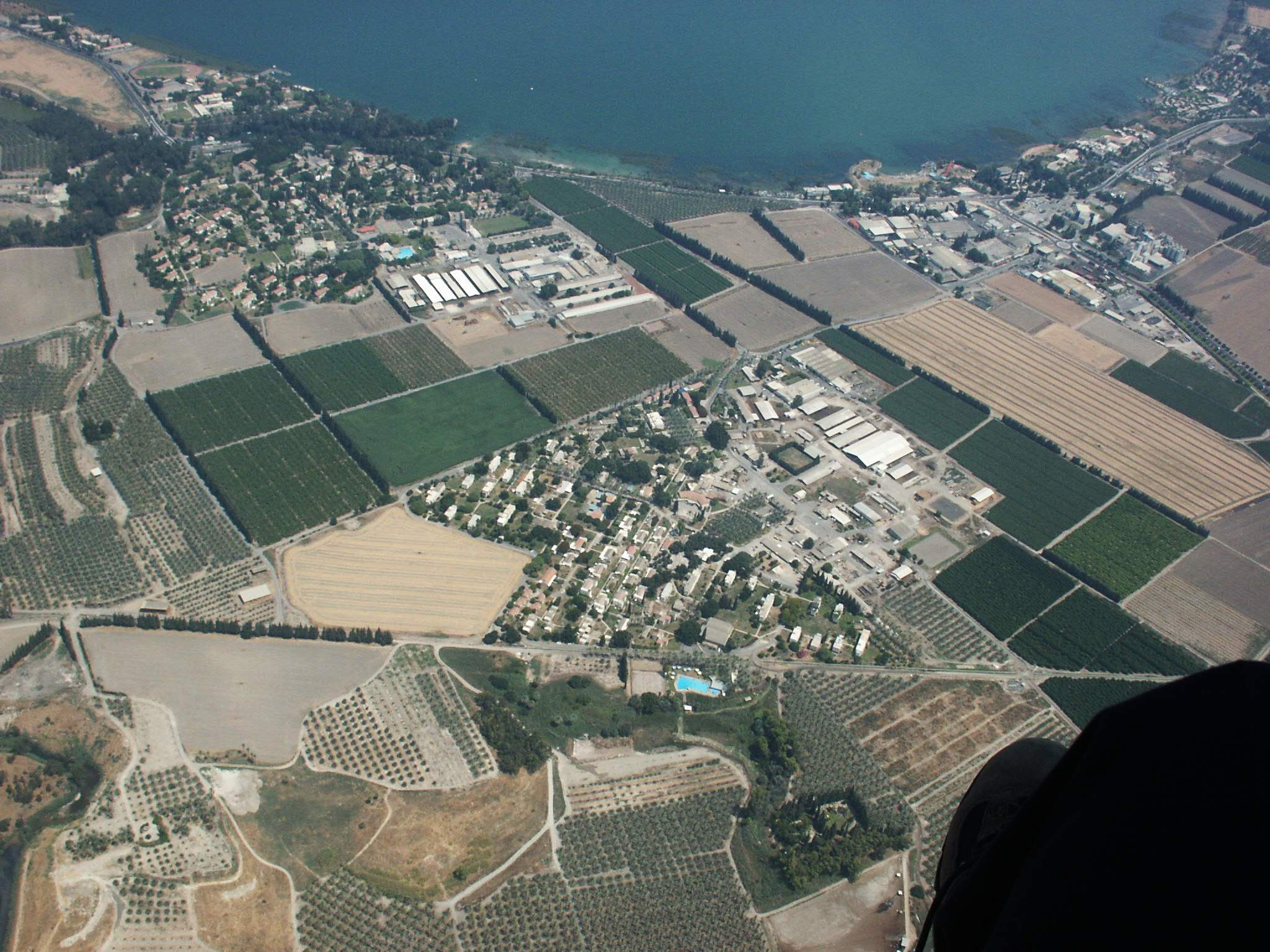
Blockflure in Israel

Der Begriff Blockflur beschreibt einen bestimmten Flurtyp. Das Freiland wird dabei in verschieden große Blöcke aufgeteilt. Diese Blöcke besitzen ein Seitenlängenverhältnis von unter 2,5:1 und müssen nicht zwangsläufig rechteckig sein. Es handelt sich dabei um die älteste Form der Flurteilung.
Blockflurgeprägte Landschaften weisen meist Landschaftselemente wie Magerrasen, Streuobstwiesen, Teichlandschaften und Hecken auf. Typisch für sie war vor dem 20. Jahrhundert eine Dreifelderwirtschaft, die jedoch meist nicht zelgengebunden war.

## Unterscheidung
Großblockflur
Die Großblockflur ist heute für fast alle flurbereinigten Gebiete charakteristisch. Bis zu Beginn des 20. Jahrhunderts fand man sie zwar in ganz Mitteleuropa verbreitet, sie war jedoch die typische Landaufteilungsform für große Gutshöfe. Typisch ist sie daher für Mecklenburg-Vorpommern und das östliche Schleswig-Holstein. Daneben existieren auch Einödfluren im Schwarzwald, im Allgäu und im Voralpenland.
Kleinblockflur
In den klein- und mittelbäuerlich geprägten Regionen Mitteleuropas war die Kleinblockflur die neben der Gewannflur am weitesten verbreitete Flurform. Die Flurstücke waren häufig nicht größer als 15 Hektar. Typisch waren sie für Regionen mit unregelmäßigem Bodenrelief. Da sie außerdem immer wieder agrarökologische Sonderstandorte aufweisen, wurden zumindest Teile von ihnen extensiv genutzt.